# Samuel H. Smith
Pour les articles homonymes, voir Smith.
 (février 2025).
La mise en forme du texte ne suit pas les recommandations de Wikipédia : il faut le « wikifier ».
Les points d'amélioration suivants sont les cas les plus fréquents :
- Les titres sont pré-formatés par le logiciel. Ils ne sont ni en capitales, ni en gras.
- Le texte ne doit pas être écrit en capitales (les noms de famille non plus), ni en gras, ni en italique, ni en « petit »…
- Le gras n'est utilisé que pour surligner le titre de l'article dans l'introduction, une seule fois.
- L'italique est rarement utilisé : mots en langue étrangère, titres d'œuvres, noms de bateaux, etc.
- Les citations ne sont pas en italique mais en corps de texte normal. Elles sont entourées par des guillemets français : « et ».
- Les listes à puces sont à éviter, des paragraphes rédigés étant largement préférés. Les tableaux sont à réserver à la présentation de données structurées (résultats, etc.).
- Les appels de note de bas de page (petits chiffres en exposant, introduits par l'outil «  Source ») sont à placer entre la fin de phrase et le point final[comme ça].
- Les liens internes (vers d'autres articles de Wikipédia) sont à choisir avec parcimonie. Créez des liens vers des articles approfondissant le sujet. Les termes génériques sans rapport avec le sujet sont à éviter, ainsi que les répétitions de liens vers un même terme.
- Les liens externes sont à placer uniquement dans une section « Liens externes », à la fin de l'article. Ces liens sont à choisir avec parcimonie suivant les règles définies. Si un lien sert de source à l'article, son insertion dans le texte est à faire par les notes de bas de page.
- La présentation des références doit suivre les conventions bibliographiques. Il est recommandé d'utiliser les modèles {{Ouvrage}}, {{Chapitre}}, {{Article}}, {{Lien web}} et/ou {{Bibliographie}}. Le mode d'édition visuel peut mettre en forme automatiquement les références.
- Insérer une infobox (cadre d'informations à droite) n'est pas obligatoire pour parachever la mise en page.

Pour une aide détaillée, merci de consulter Aide:Wikification.
Si vous pensez que ces points ont été résolus, vous pouvez retirer ce bandeau et améliorer la mise en forme d'un autre article.
 (février 2025).
Si vous disposez d'ouvrages ou d'articles de référence ou si vous connaissez des sites web de qualité traitant du thème abordé ici, merci de compléter l'article en donnant les références utiles à sa vérifiabilité et en les liant à la section « Notes et références ».
Samuel Harrison Smith (13 mars 1808 – 30 juillet 1844) est le frère cadet de Joseph Smith, fondateur du mormonisme et de l'Église de Jésus-Christ des saints des derniers jours. Il est lui-même un dirigeant à part entière et un missionnaire accompli. Il est généralement considéré comme le premier missionnaire mormon après l'organisation de l'Église du Christ par son frère Joseph.
Cité comme l'un des huit témoins des plaques d'or du Livre de Mormon, Samuel Smith est resté dévoué à l'Église tout au long de sa vie.

## Biographie

### Jeunesse
Né à Tunbridge, dans le Vermont, Samuel est le quatrième fils de Joseph Smith Senior et de Lucy Mack. Il déménage avec sa famille dans l'ouest de l'État de New York dans les années 1820. Lorsque son père manque un paiement hypothécaire sur la ferme familiale à la périphérie de Manchester Township, près de Palmyra. Un quaker local nommé Lemuel Durfee achète le terrain et permet aux Smith de continuer à y vivre en échange du travail de Samuel au magasin de Durfee.

### Établissement de l'Église mormone
Le 25 mai 1829, Samuel est devenu la troisième personne baptisée en tant que saint des derniers jours. Il reçut le baptême par Oliver Cowdery, qui était devenu le premier mormon baptisé le 15 mai 1829 (Joseph Smith a été baptisé immédiatement après Cowdery).
À la fin du mois de juin 1829, Samuel, son frère Hyrum, son père et plusieurs hommes de la famille de Peter Whitmer, signèrent une déclaration commune dans laquelle ils témoignaient de la présence des plaques d'or que Joseph Smith avait traduites en Livre de Mormon. Les témoins déclarèrent : « Nous avons effectivement touché [les plaques d’or] avec nos mains et nous avons aussi vu les gravures qui y étaient gravées. » Ce « témoignage des huit témoins » fut imprimé comme dernière page du Livre de Mormon et figure toujours dans la préface de la plupart des éditions actuelles.
Samuel est devenu l'un des six premiers membres de l'Église du Christ lorsqu'elle a été officiellement organisée le 6 avril 1830.

### Missionnaire
Lors d'une conférence, Samuel fut ordonné comme l'un des premiers anciens de l'Église. Il fut élevé au rang de missionnaire accompli et servit dans de nombreuses missions. La première consista à se rendre à Mendon, dans l'État de New York, où il remit à John P. Greene un exemplaire du Livre de Mormon, ce qui amena non seulement Greene à rejoindre l'Église, mais aussi son beau-frère, Brigham Young.
En décembre 1830, Samuel partit en mission à Kirtland, dans l'Ohio, pour poursuivre le succès de l'enseignement de Cowdery et de Parley P. Pratt. Il partit plus tard en mission avec Reynolds Cahoon au cours de laquelle ils se rendirent dans le Missouri en 1831. Au cours de cette mission, ils enseignèrent et baptisèrent William E. McLellin. Cette mission impliqua également une partie du premier travail missionnaire des saints des derniers jours dans l'Indiana, impliquant des prédications à Unionville, Madison et Vienne.
En juin 1832, avec Orson Hyde, Samuel fut l'un des premiers missionnaires saints des derniers jours à prêcher dans le Connecticut. Au cours du même mois, Samuel et Hyde se rendirent à Boston. Grâce à leurs efforts, des branches furent établies à Boston et à New Rowley, dans le Massachusetts. En juillet 1832, ils se rendirent à Providence, dans le Rhode Island ; ils baptisèrent deux personnes, mais en réponse aux menaces de violence, ils quittèrent l'État après y être restés seulement douze jours. En septembre 1832, ils furent les premiers missionnaires mormons à prêcher dans le Maine. Lors de cette mission de 1832, Samuel et Hyde baptisèrent également des personnes à Spafford, dans l'État de New York.

### Rôle au sein de l'Église
Lors de la création du premier grand conseil de l’Église, à l’époque principal organe judiciaire et législatif, le 17 février 1834, Samuel Smith fut l’un des douze hommes choisis pour en faire partie. Plus tard dans l’année, il épousa Marie Bailey, sa première femme, avec qui il eut quatre enfants.
En 1835, il fut nommé agent général de la société chargée de publier un recueil de cantiques des saints des derniers jours et des livres scolaires pour enfants, travaillant ainsi en étroite collaboration avec sa belle-soeur, Emma Smith.
Samuel s'installe avec sa famille à Far West, dans le Missouri, en 1838, et prend part à la guerre des mormons qui se déroule dans le nord-ouest du Missouri cette année-là. Lors de la bataille de Crooked River, il combat aux côtés de l'apôtre David W. Patten, qui meurt ensuite des suites de blessures reçues lors de l'escarmouche. À la suite du conflit, les mormons sont expulsés du Missouri et Samuel se déplace avec le corps principal vers leur nouveau quartier général à Nauvoo, dans l'Illinois. En raison de son rôle dans la bataille de Crooked River, il fuit le Missouri presque immédiatement, avec Lorenzo D. Young , Benjamin L. Clapp et Charles C. Rich.
En 1839, il s'installe dans les environs de Macomb, dans l'Illinois.

### Mort
Les frères aînés de Samuel, Joseph et Hyrum, furent tués par une foule en colère le 27 juin 1844, alors qu'ils étaient détenus dans la prison de Carthage, dans l'Illinois. De son côté, Samuel fut attaqué par des émeutiers alors qu'il se rendait à Carthage après avoir entendu des rumeurs de troubles, et il aurait développé une sorte de point de côté en leur échappant, ce qui aurait pu contribuer à sa mort ultérieure.
Après avoir échappé aux émeutiers, il se rendit à la prison (il aurait été le premier mormon après le départ des émeutiers) et récupéra les corps de ses frères. Certains membres de l'Église pensaient que Samuel succéderait à Joseph en tant que président de l'Église. Cependant, Samuel tomba malade peu de temps après leur mort et mourut un mois plus tard.
La cause officielle de la mort de Smith fut une « fièvre bilieuse », qui est un terme archaïque et inexact pour toute maladie accompagnée de fièvre et d'évacuation de bile, comme la fièvre typhoïde ou le paludisme. Sa mère, Lucy Mack Smith, suggéra plus tard que Samuel était tombé malade à cause de la fatigue et du choc provoqués par son expérience à la suite de la mort de ses frères.

## Mariages et descendance
Le 13 août 1834, Samuel épouse Marie Bailey (1808-1841) avec laquelle il a quatre enfants :
1. Susannah Bailey Smith (1835-1905)
2. Mary Bailey Smith (1837-1916)
3. Samuel Harrison Bailey Smith (1838-1914)
4. Lucy Bailey Smith (1841-1841)

Le 29 avril 1841, après le décès de Marie, il se remarie avec Levira Clark (1815-1895), avec laquelle il a trois enfants : 
1. Levira Annette Clark Smith (1842-1888)
2. Lovisa Annette Clark Smith (1843-1843)
3. Lucy Jane Clark Smith (1844-1844)